# 152mm SpGH DANA自行榴弹炮
152mm SpGH DANA（Dělo Automobilní Nabíjené Automaticky, 自动装填车载火炮之意）是捷克斯洛伐克的一款在1977年採用的自走砲，裝於拥有极强越野性能的 8x8 太拖拉815卡車底盘上。設計於1976年完成，於1980年正式投產，並於隔年1981年服役。2000年前后也相發展出符合北约标准的155mm SpGH Zuzana自行榴弹炮。

## 使用國
- 捷克 - 164台 M77
- 利比亞 - 120台 M77
- 波蘭 - 111台 M77
- 斯洛伐克 - 135台 M77 和 16台 M2000
- - 47台 M77
- 賽普勒斯 - 12台 M2000G Zuzana via Greece
- 乌克兰 - 20台 M2000G Zuzana via Greece，2022年俄羅斯入侵烏克蘭中由捷克捐贈